# Wild Boy - Un amore che viene dalla giungla
Wild Boy - Un amore che viene dalla giungla (ワイルドだもん♥?, Wairudo Damon) è un manga in tre volumi, disegnato da Natsumi Ando, serializzato in Giappone sulla rivista Nakayoshi della Kōdansha dal 2003. In Italia è stato pubblicato mensilmente dalla Play Press Publishing, includendo alla fine due storie brevi, tra dicembre 2006 e febbraio 2007.

## Trama
Chino Kazaoka è una studentessa delle medie che sogna l'amore. Un giorno, suo padre, un romanziere che viaggia per il mondo, torna a casa con Hyo, un ragazzo cresciuto dai leopardi nella giungla. Nonostante all'inizio non lo sopporti, presto Chino s'innamora di lui.

## Personaggi
Chino "Chino-Chino" Kazaoka (風岡 千野?, Kazaoka Chino)
Una ragazza romantica e sognatrice che sogna l'amore perfetto e il principe azzurro, la sua migliore amica è Machiko. Quando il padre porta a casa Hyo, si ribella all'idea. Ha 14 anni, è nata il 3 maggio, il suo gruppo sanguigno è A ed è alta 154 cm. Le piace cucinare e fare shopping, ed è nel club di cucina della scuola. Vorrebbe diventare brava a cucinare il pesce. Quando Hyo torna dalla sua vera famiglia, si sente molto triste e, quando scopre che è scappato a Madala, lo raggiunge e si dichiara. I due tornano poi a casa Kazaoka insieme.
Hyo (ヒョウ?, Hyō)
Coetaneo di Chino, è stato cresciuto dai leopardi dell'isola di Madala. Ha salvato il padre di Chino da un leone e per questo l'uomo, riconoscente, l'ha portato a casa sua. La prima parola che ha pronunciato è stata "Chino". Dopo qualche giorno, comincia ad andare a scuola, ed è in classe con Chino. Ha 14 anni, il suo gruppo sanguigno è 0 e riesce a vedere fino a 500 metri. È forte come un orso e ha l'udito di un coniglio. Il suo vero nome è Tsubame Hanatsukasa. Dopo essere andato a vivere con la sua vera famiglia, inizia a sentirsi oppresso e scappa a Madala.
Machiko Nonohara
La migliore amica di Chino, chiede a Hyo di fingere di essere il suo fidanzato davanti a Shingo, un amico d'infanzia che la infastidisce, ma del quale è innamorata. Da piccola era molto chiusa, ma poi, grazie a Shingo, che le regala un fiore, diventa più aperta. Quando Shingo torna a essere quello di un tempo, si fidanza con lui. Ha 14 anni, è nata il 28 ottobre, il suo gruppo sanguigno è A ed è alta 156 cm. Le piace pulire ed è nel club di cucina con Chino.
Shingo Tsutsui
È un ragazzo vanitoso amico d'infanzia di Machiko. È innamorato di lei e, quando scopre che lei lo trova troppo borioso, si rasa i capelli e ritorna a essere il ragazzo spensierato del quale Machiko è innamorata. I due, quindi, si fidanzano. Ha 14 anni, è nato il 6 dicembre, il suo gruppo sanguigno è 0 ed è alto 167 cm. Si commuove facilmente e ama ballare.
Signora Kazaoka
La madre di Chino, fa la parrucchiera. Nata il 29 settembre, il suo gruppo sanguigno è AB e ha 25 anni. Ama il tennis e le soap opera. Desidera andare in Francia per frequentare una scuola di estetica. Fa palestra ed è una ex allieva del marito.
Signor Kazaoka
Il padre di Chino, gira il mondo e scrive libri d'avventura sui suoi viaggi. Tutte le volte che torna a casa porta un regalo alla figlia. Nato l'8 giugno, il suo gruppo sanguigno è 0 e ha 50 anni. Prima di diventare scrittore, era un insegnante.
Tsubame Hanatsukasa
La figlia adottiva di Mitsuru, dopo aver letto il libro scritto dal padre di Chino avente come soggetto Hyo, si convince che il ragazzo sia suo fratello maggiore, scomparso 14 anni prima durante un naufragio. Decide, di conseguenza, di riportarlo a casa perché, essendo stata adottata, vuole diventare un vero membro della famiglia e l'unico modo per farlo è sposare il primogenito. Nata il 28 febbraio, il suo gruppo sanguigno è B e ha 13 anni. Ama i party.
Mitsuru Hanatsukasa
Il padre di Hyo, il suo primogenito è scomparso 14 anni prima durante un naufragio vicino all'isola di Madala. Nonostante all'inizio non sia convinto che Hyo sia davvero suo figlio, alla fine scopre che è proprio lui. Nato il 3 settembre, il suo gruppo sanguigno è A e ha 45 anni. Ama la pesca. Sua moglie è morta per il dolore dovuto alla scomparsa del figlio.
Fenny
Un Fennec di Madala, è molto amico di Hyo e ha un caratteraccio.

## Manga
Alla fine del terzo volume di Wild Boy, sono state aggiunte due storie extra, Haunted Mansion Night Fever (ホーンテッド・マンションは今夜もフィーバー?, Hōnteddo manshon wa kon'ya mo fībā) e 7 Days for a Kiss. La prima, dovendo uscire a ottobre, ha come tema Halloween; la seconda, invece, è uscita come supplemento sul numero primaverile di Nakayoshi Lovely.
| Nº | Titolo italiano Giapponese 「Kanji」 - Rōmaji                                         | Data di prima pubblicazione        | Data di prima pubblicazione |
| Nº | Titolo italiano Giapponese 「Kanji」 - Rōmaji                                         | Giapponese                         | Italiano                    |
| 1  | Wild Boy - Un amore che viene dalla giungla 1 「ワイルドだもん♥ 1」 - Wairudo Damon 1 | 6 ottobre 2003 ISBN 4-06-364032-9  | 30 dicembre 2006            |
| 2  | Wild Boy - Un amore che viene dalla giungla 2 「ワイルドだもん♥ 2」 - Wairudo Damon 2 | 6 febbraio 2004 ISBN 4-06-364042-6 | 30 gennaio 2007             |
| 3  | Wild Boy - Un amore che viene dalla giungla 3 「ワイルドだもん♥ 3」 - Wairudo Damon 3 | 4 giugno 2004 ISBN 4-06-364051-5   | 27 febbraio 2007            |

### Haunted Mansion Night Fever
Elle, Kei e Yu, rispettivamente le discendenti di Dracula, Frankenstein e del lupo mannaro, vivono insieme ad altri fantasmi in una villa fuori città. Essendo, però, troppo festaiole, l'amministratore dà loro un ultimatum: per non essere sfrattate, hanno a disposizione soltanto un giorno per far fuggire dalla villa Shinichi Oiwa, un ragazzo umano appena trasferitosi nella camera adiacente alla loro. Tuttavia, le tre ragazze fanno amicizia con lui, scoprendo che è scappato di casa perché vorrebbe andare al conservatorio, ma suo padre, pur non avendolo mai sentito suonare il violino, lo considera un fallito. Elle, Kei e Yu riescono a far riavvicinare Shinichi alla sua famiglia, mantenendo così il proprio alloggio.

### 7 Days for a Kiss
Haruhi e Hana si dichiarano l'un l'altra e, scoperto che i sentimenti reciproci sono ricambiati, si fidanzano di lunedì. Il manga percorre i sette giorni che portano la coppia al primo bacio.